# Мукшинское (сельское поселение)
Мукшинское — упразднённое муниципальное образование со статусом сельского поселения в Якшур-Бодьинском районе Удмуртии Российской Федерации.
Административный центр — деревня Мукши.
Законом Удмуртской Республики от 11.05.2021 № 43-РЗ к 25 мая 2021 года упразднено в связи с преобразованием муниципального района в муниципальный округ.

## История
Статус и границы сельского поселения установлены Законом Удмуртской Республики от 14 июля 2005 года № 44-РЗ «Об установлении границ муниципальных образований и наделении соответствующим статусом муниципальных образований на территории Якшур-Бодьинского района Удмуртской Республики».

## Население
| 2010  | 2012  | 2013  | 2014  | 2015  | 2016  | 2017  |
| ----- | ----- | ----- | ----- | ----- | ----- | ----- |
| 1092  | ↗1120 | ↗1149 | ↘1139 | ↘1104 | ↘1094 | ↘1088 |
| 2018  | 2019  | 2020  |       |       |       |       |
| ↘1048 | ↘1035 | ↘1010 |       |       |       |       |

## Состав сельского поселения
| № | Населённый пункт | Тип населённого пункта          | Население |
| - | ---------------- | ------------------------------- | --------- |
| 1 | Дмитриевка       | деревня                         | ↗24       |
| 2 | Кадилово         | деревня                         | →0        |
| 3 | Кутоншур         | деревня                         | ↘19       |
| 4 | Кыква            | деревня                         | ↗319      |
| 5 | Мукши            | деревня, административный центр | ↗600      |
| 6 | Сильшур-Вож      | деревня                         | →12       |
| 7 | Сямпи            | деревня                         | ↘2        |
| 8 | Урсо             | деревня                         | ↗19       |
| 9 | Чекерово         | деревня                         | ↗125      |